# Tamiz molecular

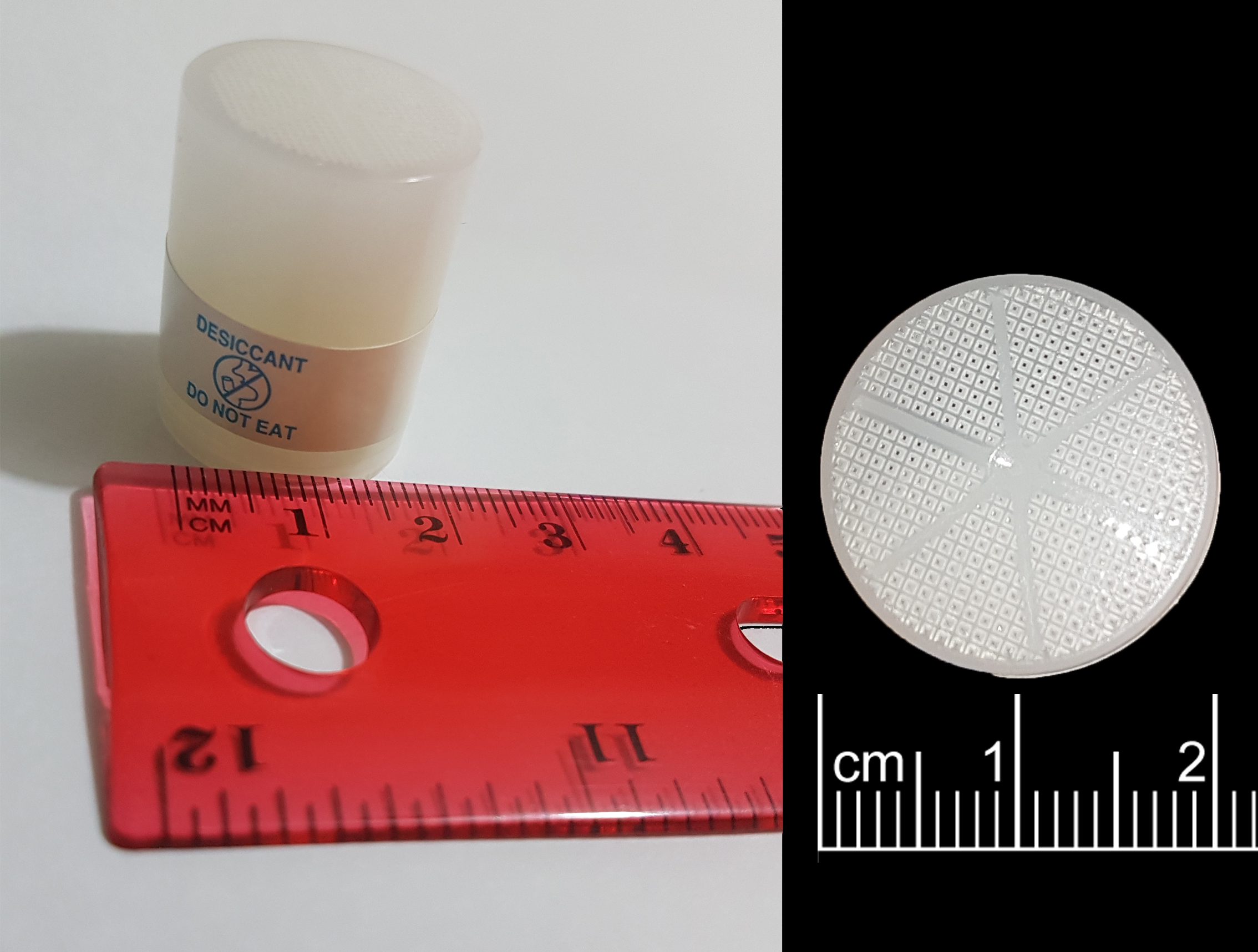
Un bote sellado, comúnmente llenado con gel de sílice y otros tamices moleculares utilizados como desecante en contenedores de medicamentos para mantener el contenido seco.

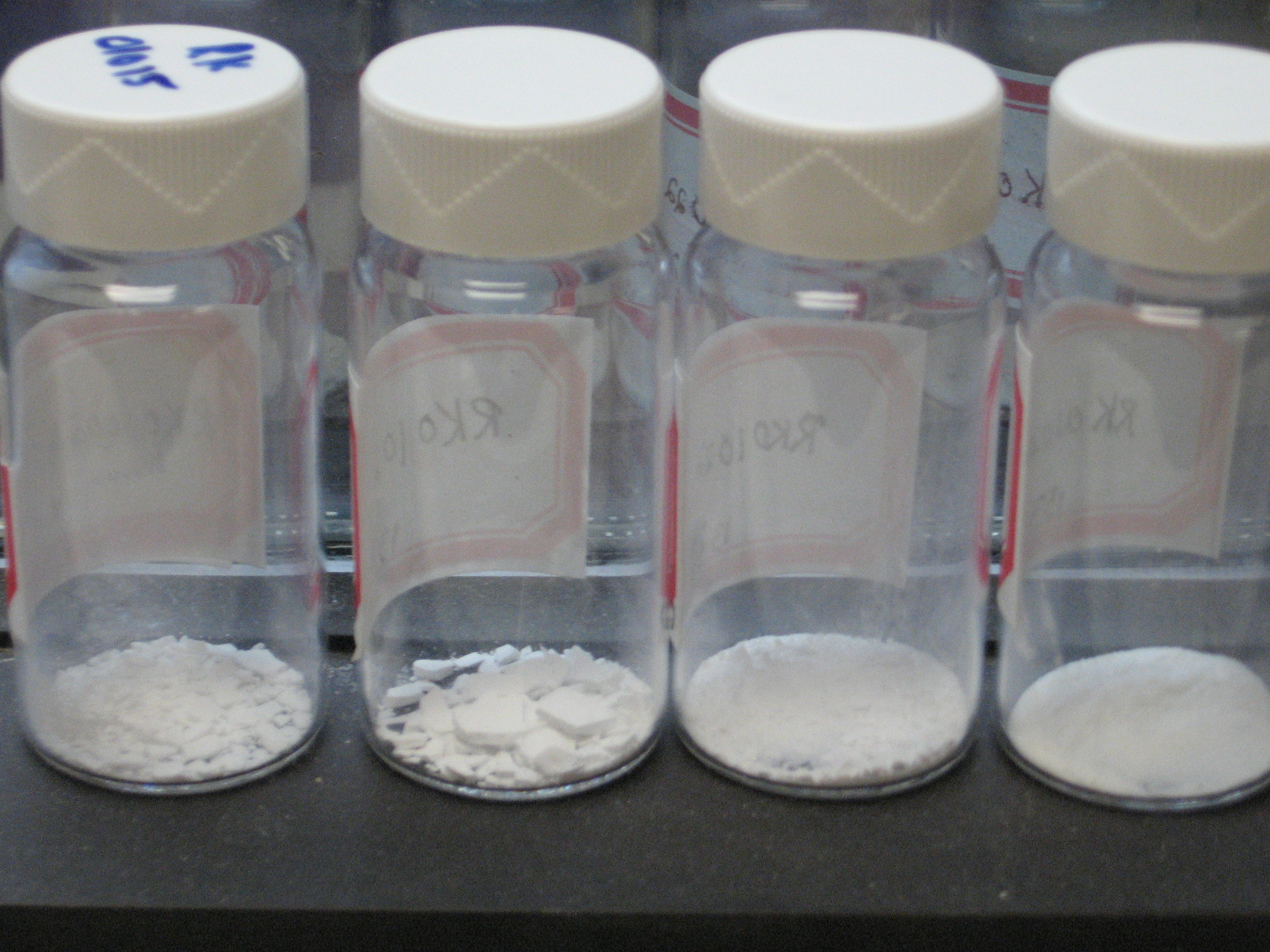
Viales de sílice mesoporoso

Un tamiz molecular es un material con poros (agujeros muy pequeños) de tamaño uniforme. Estos diámetros de poros son similares en tamaño a las moléculas pequeñas, y por lo tanto las moléculas grandes no pueden entrar o ser adsorbidas. A medida que una mezcla de moléculas migra a través del lecho estacionario de sustancia porosa semisólida denominada tamiz (o matriz), los componentes de mayor peso molecular (que no pueden pasar a los poros moleculares) salen del lecho primero, seguidos por moléculas sucesivamente más pequeñas. Algunos tamices moleculares se utilizan en cromatografía, una técnica de separación que clasifica las moléculas según su tamaño. Otros tamices moleculares se utilizan como desecantes (algunos ejemplos incluyen carbón activado y gel de sílice).
El diámetro de un tamiz molecular se mide en ángstroms (Å) o nanómetros (nm). De acuerdo con la notación IUPAC, los materiales microporosos tienen diámetros de poro inferiores a 2 nm (20 Å) y los materiales macroporosos tienen diámetros de poros superiores a 50 nm (500 Å); la categoría mesoporosa se encuentra en el centro con diámetros de poro entre 2 y 50 nm (20–500 Å).

## Materiales
Los tamices moleculares pueden ser materiales microporosos, mesoporosos o macroporosos.

### Material microporoso (<2 nm)
- Zeolitas (minerales de aluminosilicato, que no deben confundirse con silicato de aluminio)
  - Zeolita LTA: 3–4 Å [3]
- Vidrio poroso: 10 Å (1 nm), y más
- Carbón activo: 0–20 Å (0–2 nm), y hasta
- Arcillas
  - Montmorillonita
    - Halloysita (endelita): se encuentran dos formas comunes, cuando la arcilla hidratada exhibe un espaciado de 1 nm de las capas y cuando se deshidrata (meta-halloysita) el espaciamiento es de 0.7 nm. La halloysita ocurre naturalmente como pequeños cilindros que promedian 30 nm de diámetro con longitudes entre 0.5 y 10 micrómetros.[4]

### Material mesoporoso (2–50 nm)
- Dióxido de silicio (usado para hacer gel de sílice): 24 Å (2.4 nm)[5]

### Material macroporoso (>50 nm)
- Sílice mesoporosa, 200-1000 Å (20-100 nm)[6]

## Aplicaciones
Los tamices moleculares se utilizan a menudo en la industria del petróleo, especialmente para secar corrientes de gas. Por ejemplo, en la industria del gas natural líquido (LNG), el contenido de agua del gas debe reducirse a menos de 1 ppm para evitar los bloqueos causados por el hielo.
En el laboratorio, se utilizan tamices moleculares para secar solventes. Los tamices han demostrado ser superiores a las técnicas de secado tradicionales, que a menudo emplean desecantes agresivos.
Bajo el término zeolitas, los tamices moleculares se utilizan para una amplia gama de aplicaciones catalíticas. Catalizan la isomerización, la alquilación y la epoxidación, y se utilizan en procesos industriales a gran escala, incluido el hidrocraqueo y el craqueo catalítico de fluidos.
También se utilizan en la filtración de suministros de aire para aparatos de respiración, por ejemplo, los que utilizan los buzos y los bomberos. En tales aplicaciones, el aire es suministrado por un compresor de aire y se pasa a través de un filtro de cartucho que, según la aplicación, se llena con un tamiz molecular y/o carbón activado, que finalmente se usa para cargar los tanques de aire respirable. Dicha filtración puede eliminar las partículas y los productos de escape del compresor del suministro de aire respirable.

### Aprobación de la FDA
El 1 de abril de 2012, la FDA de EE. UU. aprobó el aluminosilicato de sodio para contacto directo con artículos consumibles según la 21 CFR 182.2727. Antes de esta aprobación, Europa había usado tamices moleculares con productos farmacéuticos y las pruebas independientes sugirieron que los tamices moleculares cumplían con todos los requisitos gubernamentales, pero la industria no estaba dispuesta a financiar las costosas pruebas requeridas para la aprobación del gobierno.

## Regeneración
Los métodos para la regeneración de los tamices moleculares incluyen el cambio de presión (como en los concentradores de oxígeno), el calentamiento y la purga con un gas portador (como cuando se usa en deshidratación con etanol), o el calentamiento a alto vacío. Las temperaturas de regeneración varían de 175 °C a 315 °C según el tipo de tamiz molecular. Por el contrario, el gel de sílice se puede regenerar calentándolo en un horno normal a 120 °C (250 °F) durante dos horas. Sin embargo, algunos tipos de gel de sílice se "revientan" cuando se exponen a suficiente agua. Esto se debe a la rotura de las esferas de sílice al entrar en contacto con el agua.

## Capacidades de adsorción
| Modelo                     | Diámetro de poro (ángstrom) | Densidad (g/mL) | Agua adsorbido (% w/w) | Desgaste o abrasión, W (% w/w) | Uso |
| -------------------------- | --------------------------- | --------------- | ---------------------- | ------------------------------ | --- |
| 3Å                         | 3                           | 0.60–0.68       | 19–20                  | 0.3–0.6                        | Desecación del gas de craqueo de petróleo y alquenos, adsorción selectiva de H2O en vidrio aislado (IG) y poliuretano |
| 4Å                         | 4                           | 0.60–0.65       | 20–21                  | 0.3–0.6                        | La adsorción de agua en aluminosilicato de sodio, que está aprobada por la FDA (ver más abajo), se utiliza como tamiz molecular en recipientes médicos para mantener el contenido seco y como aditivo alimentario que tiene el número E E-554 (agente antiaglomerante); preferido para la deshidratación estática en sistemas cerrados de líquido o gas, por ejemplo, en el envasado de medicamentos, componentes eléctricos y productos químicos perecederos; Captación de agua en sistemas de impresión y plásticos y secado de corrientes de hidrocarburos saturados. Las especies adsorbidas incluyen SO2, CO2, H2S, C2H4, C2H6, and C3H6. Generalmente se considera un agente de secado universal en medios polares y no polares; separación de gas natural y alquenos, adsorción de agua en poliuretano no sensible al nitrógeno. |
| 5Å-DW                      | 5                           | 0.45–0.50       | 21–22                  | 0.3–0.6                        | Desengrasado y depresión del punto de fluidez del queroseno de aviación y diesel, y separación de alquenos |
| 5Å enriquecido con oxígeno | 5                           | 0.4–0.8         | ≥23                    |                                | Especialmente diseñado para generadores de oxígeno médico o saludable |
| 5Å                         | 5                           | 0.60–0.65       | 20–21                  | 0.3–0.5                        | Desecación y purificación del aire; deshidratación y desulfuración de gas natural y gas licuado de petróleo; producción de oxígeno e hidrógeno mediante el proceso de adsorción por oscilación de presión. |
| 10X                        | 8                           | 0.50–0.60       | 23–24                  | 0.3–0.6                        | Absorción de alta eficiencia, se utiliza en desecación, descarburación, desulfuración de gases y líquidos y separación de hidrocarburos aromáticos. |
| 13X                        | 10                          | 0.55–0.65       | 23–24                  | 0.3–0.5                        | Desecación, desulfuración y purificación de gas de petróleo y gas natural. |
| 13X-AS                     | 10                          | 0.55–0.65       | 23–24                  | 0.3–0.5                        | Decarburación y desecación en la industria de separación de aire, separación de nitrógeno y oxígeno en concentradores de oxígeno. |
| Cu-13X                     | 10                          | 0.50–0.60       | 23–24                  | 0.3–0.5                        | Endulzamiento (eliminación de tioles) del combustible de aviación y los correspondientes hidrocarburos líquidos. |

## 3Å
- Fórmula química aproximada:2/3K2O•1/3Na2O•Al2O3• 2 SiO2 • 9/2 H2O
- Relación sílice-alúmina: SiO2/ Al2O3≈2

Los tamices moleculares de 3Å no adsorben moléculas cuyos diámetros sean mayores que 3 Å. Las características de estos tamices moleculares incluyen una alta velocidad de adsorción, capacidad de regeneración frecuente, buena resistencia al aplastamiento y resistencia a la contaminación. Estas características pueden mejorar tanto la eficiencia como la vida útil del tamiz. Los tamices moleculares 3Å son el desecante necesario en las industrias petrolera y química para refinar petróleo, polimerización, y secado químico en profundidad de gas líquido.
Los tamices moleculares 3Å se utilizan para secar una gama de materiales, como etanol, aire, refrigerantes, gas natural e hidrocarburos insaturados. Los últimos incluyen gas de craqueo, acetileno, etileno, propileno y butadieno.
El tamiz molecular 3Å se utiliza para eliminar el agua del etanol, que luego se puede usar directamente como biocombustible o indirectamente para producir diversos productos, como productos químicos, alimentos, productos farmacéuticos y más. Dado que la destilación normal no puede eliminar toda el agua (un subproducto no deseado de la producción de etanol) de las corrientes del proceso de etanol debido a la formación de un azeótropo en una concentración de aproximadamente el 95 por ciento, se utilizan perlas de tamiz molecular para separar el etanol y el agua a nivel molecular mediante la adsorción de agua en las perlas y permitiendo que el etanol pase libremente. Una vez que las perlas están llenas de agua, se puede manipular la temperatura o la presión, permitiendo que el agua se libere de las perlas del tamiz molecular.
Los tamices moleculares de 3Å se almacenan a temperatura ambiente, con una humedad relativa no superior al 90%. Se sellan a presión reducida, manteniéndose alejados del agua, ácidos y álcalis.

## 4Å
- Fórmula química: Na2O•Al2O3•2SiO2•9/2H2O
- Relación sílice-alúmina: SiO2/ Al2O3≈2

Los tamices moleculares de 4Å se usan ampliamente para secar disolventes de laboratorio. Pueden absorber agua y otras moléculas con un diámetro crítico inferior a 4 Å, como NH3, H2S, SO2, CO2, C2H5OH, C2H6, y C2H4. Es ampliamente utilizado en el secado, refinado y purificación de líquidos y gases (como la preparación de argón).

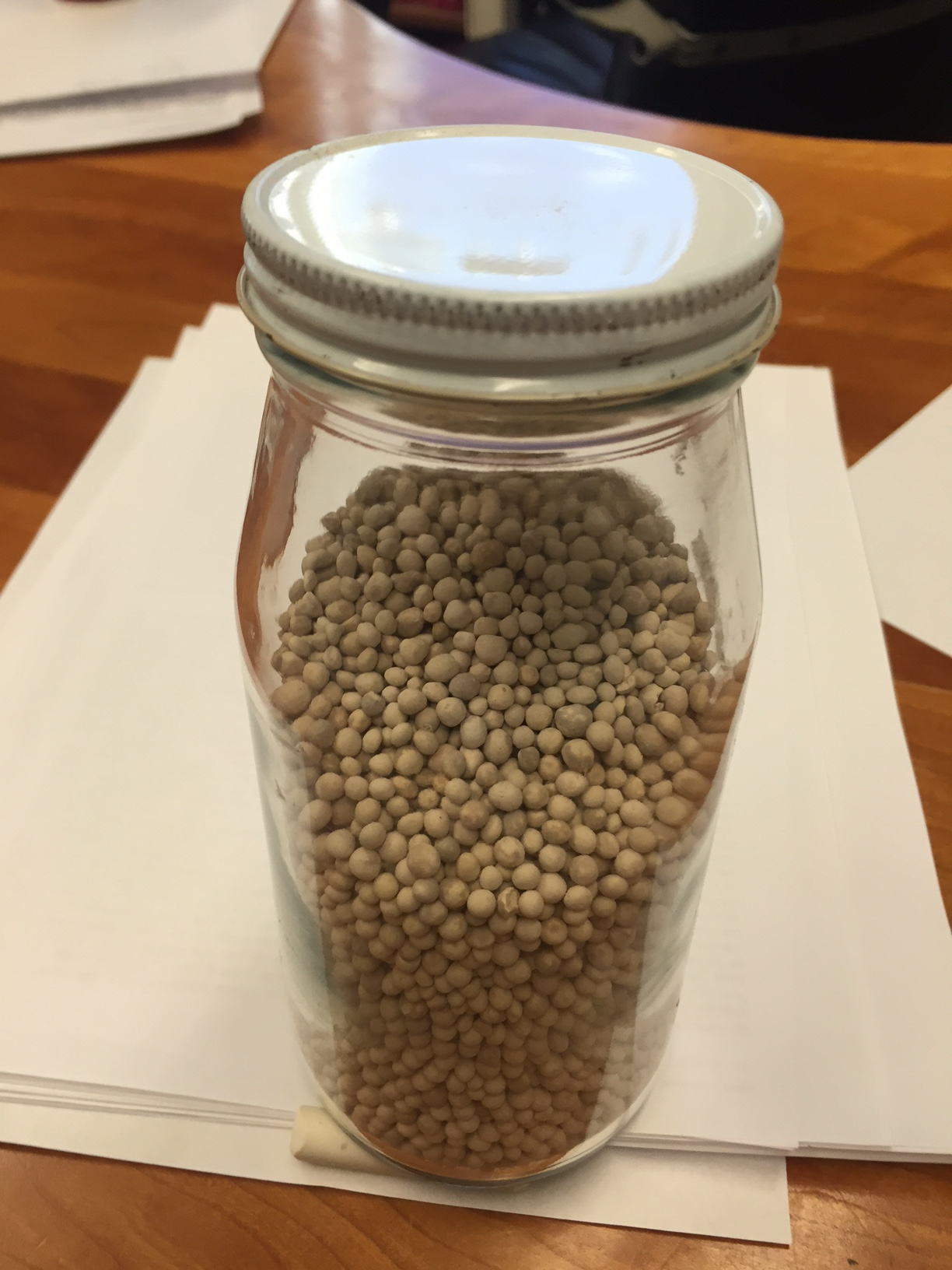
Botella de tamices moleculares 4Å.

### Aditivos de agentes de poliéster
Estos tamices moleculares se utilizan para ayudar a los detergentes, ya que pueden producir agua desmineralizada a través del intercambio de iones de calcio, eliminar y prevenir la deposición de suciedad. Son ampliamente utilizados para reemplazar el fósforo. El tamiz molecular 4Å desempeña un papel importante para reemplazar el tripolifosfato de sodio como auxiliar detergente para mitigar el impacto ambiental del detergente. También se puede utilizar como agente formador de jabón y en pasta de dientes.

### Tratamiento de residuos nocivos
Los tamices moleculares 4Å pueden purificar las aguas residuales de especies catiónicas como los iones de amonio, Pb2+, Cu2+, Zn2+ y Cd2+. Debido a la alta selectividad para NH4+, se han aplicado con éxito en el campo para combatir la eutrofización y otros efectos en las vías fluviales debido al exceso de iones de amonio. Los tamices moleculares 4Å también se han utilizado para eliminar los iones de metales pesados presentes en el agua debido a actividades industriales.

### Otros fines
1. La industria metalúrgica: agente de separación, separación, extracción de salmuera, potasio, rubidio, cesio, etc.
2. Industria petroquímica: catalizadora, desecante, adsorbente.
3. Agricultura: acondicionador del suelo.
4. Medicamento: carga de plata zeolita agente antibacteriano.

## 5Å
- Fórmula química: 0.7CaO•0.30Na2O•Al2O3•2.0SiO2 •4.5H2O
- Relación sílice-alúmina: SiO2/ Al2O3≈2

Los tamices moleculares de 5Å se utilizan a menudo en la industria del petróleo, especialmente para la purificación de corrientes de gas y en el laboratorio para separar compuestos y secar materiales de partida de reacción. Contienen pequeños poros de un tamaño preciso y uniforme, y se utilizan principalmente como adsorbentes para gases y líquidos.
Los tamices moleculares de 5Å se utilizan para secar el gas natural, junto con la desulfuración y la descarbonatación del gas. También se pueden usar para separar mezclas de oxígeno, nitrógeno e hidrógeno y n-hidrocarburos de hidrocarburos ramificados y policíclicos.
Los tamices moleculares de 5Å se almacenan a temperatura ambiente, con una humedad relativa inferior al 90% en barriles de cartón o envases de cartón. Los tamices moleculares no deben exponerse directamente al aire y al agua, deben evitarse los ácidos y los álcalis.
Seleccionando un Tamiz Molecular:
Los tamices moleculares están disponibles en diferentes formas y tamaños. Pero las perlas esféricas tienen ventaja sobre otras formas, ya que ofrecen una menor caída de presión, son resistentes al desgaste ya que no tienen bordes afilados, también tienen buena resistencia, es decir, la fuerza de aplastamiento requerida por unidad de área es mayor. Ciertos tamices moleculares moldeados ofrecen una menor capacidad de calor, por lo que requieren menos energía durante la regeneración.
La otra ventaja de usar un tamiz molecular de cuentas es que la densidad aparente suele ser más alta que otras formas, por lo tanto, para el mismo requisito de adsorción, el volumen de tamiz molecular requerido es menor. Por lo tanto, mientras realiza la eliminación de cuellos de botella, puede usar un tamiz molecular con cuentas y cargar más adsorbente en el mismo volumen y evitar las modificaciones de los vasos.